# Lawrence Thomas
Lawrence Thomas (Sídney, 9 de mayo de 1992) es un futbolista australiano que juega en la demarcación de portero para el Western Sydney Wanderers FC de la A-League.

## Selección nacional
Tras jugar en la selección de fútbol sub-17 de Australia y la sub-20, finalmente hizo su debut con la selección absoluta el 11 de junio de 2021 en un encuentro de clasificación para la Copa Mundial de Fútbol de 2022 contra Nepal que finalizó con un resultado de 0-3 a favor del combinado australiano tras los goles de Fran Karačić, Mathew Leckie y Martin Boyle.

## Clubes
| Club                         | País       | Año       | Partidos | Goles |
| ---------------------------- | ---------- | --------- | -------- | ----- |
| Bankstown City FC            | Australia  | 2010-2011 | 25       | 0     |
| Sheffield United FC          | Inglaterra | 2011      | 0        | 0     |
| Melbourne Victory FC         | Australia  | 2011      | 2        | 0     |
| Bentleigh Greens SC (cedido) | Australia  | 2012      | 19       | 0     |
| Melbourne Victory FC         | Australia  | 2012-2020 | 147      | 0     |
| SønderjyskE Fodbold          | Dinamarca  | 2020-2022 | 58       | 0     |
| Western Sydney Wanderers FC  | Australia  | 2022-     | 30       | 0     |